# 阿尔佩泰
阿尔佩泰（意大利语：Alpette），是意大利皮埃蒙特大区都灵省的一个市镇。人口271(2010年12月31日)。Alpette 与以下市镇相邻: Pont-Canavese Sparone Cuorgnè Canischio.